# 10th Ohio Infantry
Dixième régiment d'infanterie de volontaires de l'Ohio
Le 10e régiment d'infanterie de volontaires de l'Ohio (en anglais 10th Ohio Volunteer Infantry ou 10th OVI) est un régiment d'infanterie de l'armée de l'Union lors de la guerre de Sécession. Le régiment est aussi connu sous l’appellation de « Montgomery Regiment », et du « Bloody Tenth ». Le régiment a recruté majoritairement des Irlando-Américains mais a deux compagnies constituées de Germano-Américains.

## Service

### Régiment de trois mois
Il est organisé au Camp Harrison (en) près de Cincinnati, Ohio, et est constitué pour un service de trois mois le 7 mai 1861, sous le commandement du colonel William Haines Lytle (en). Le régiment est constitué en réponse à l'appel du président Lincoln pour lever l'appel du président Lincoln pour lever 75 000 volontaires (en). Le régiment se déplace vers le Camp Dennison le 12 mai 1861 et assure le service jusqu'au 3 juin 1861. Il est libéré le 21 août 1861.

### Régiment de trois ans
Le régiment est réorganisé au camp Dennison le 3 juin 1861, et est réuni pour un service de trois ans sous le commandement du colonel William Haines Lytle.
Au cours du mois de septembre 1861, le régiment est rattaché à l'armée d'occupation, en Virginie occidentale. Il est ensuite affecté à la brigade de Benham de la division Kanawha, en Virginie occidentale, et reste là pendant le mois d'octobre 1861 ; à la 1re brigade, de la division Kanawha, Virginie occidentale en novembre 1861 ; à la 17e brigade, armée de l'Ohio, en décembre 1861 ; à la 17e brigade, 3e division, de l'armée de l'Ohio, jusqu'en septembre 1862 ; à la 17e brigade, 3e division, Ier corps, armée de l'Ohio, jusqu'en novembre 1862 ; à la 2e brigade, 1re division, centre, XIVe corps, armée du Cumberland, jusqu'en janvier 1863 ; à la 2e brigade, 1re division, XIVe corps, en janvier 1863 ; et aux quartiers généraux de la garde du prévôt, département du Cumberland, jusqu'en mai 1864.
Le régiment est dissout le 3 juin 1864. Soixante quinze hommes dont le terme de l'engagement n'a pas expiré sont laissés sans affectation dans l'armée du Cumberland jusqu'en septembre, où ils sont affectés au 18e régiment d'infanterie de l'Ohio (en).

## Service détaillé

### 1861
Les opérations du 10th Ohio Regiment débutent rapidement. Après la création en Ohio, il part en Virginie occidentale le 24 juin 1861. Les opérations prennent part à Grafton, Clarksburg et Buckhannon jusqu'en août. Après cela, il sert lors de la campagne de Virginie occidentale de juillet à septembre 1861, prenant part aux combats à la bataille de Carnifex Ferry le 10 septembre 1861.
Après un peu de repos, le 10th part pour la vallée de la Kanawha et la région de New River, où il combat du 19 octobre au 24 novembre 1861. Il participe à la poursuite du brigadier général confédéré John B. Floyd du 10 au 15 novembre 1861 après avoir atteint Gauley Bridge le 10 novembre 1861. Il est à Cotton Mountain les 10 et 11 novembre 1861.
Après cela, la division part pour Louisville, Kentucky, où il est actif du 24 novembre au 2 décembre 1861. De là, il part pour Elizabethtown et ensuite pour Bacon Creek (en) le 26 décembre 1861, où il prend ses quartiers d'hiver.

### 1862
Le 10th commence l'année stationné à Bacon Creek. Il y reste jusqu'en février 1862. Il part pour Bowling Green, Kentucky, du 10 au 15 février 1862, et occupe Bowling Green du 15 au 22 février 1862.
Après cela, la division reçoit l'ordre d'avancer sur Nashville, Tennessee, ce qu'elle fait du 22 février au 2 mars 1862. Après un bref repos, elle participe à la progression sur Murfreesboro, Tennessee, du 17 au 19 mars 1862. De là, elle occupe Shelbyville, Fayetteville, et puis avance sur Huntsville, Alabama, du 28 mars au 11 avril 1862. Cela aboutit à la capture de Huntsville le 11 avril 1862.
La division ne prend pas de repos, marchant immédiatement sur Decatur du 11 au 14 avril 1862. Elle combat à West Bridge, près de Bridgeport, le 29 avril 1862. Après cela, la division a un moment de répit. Elle stationne à Huntsville jusqu'en août 1862.
La division participe alors à la marche sur Louisville, Kentucky, poursuivant le général confédéré Braxton Bragg du 27 août au 26 septembre 1862. Cela se transforme en une poursuite de Bragg dans le Kentucky du 1er au 15 octobre 1862. La division combat lors de la bataille de Perryville le 8 octobre 1862.
Ensuite, elle marche sur Nashville du 16 octobre au 7 novembre 1862. Elle est ensuite affectée au service du prévôt au quartier général du général William S. Rosecrans, commandant l'armée du Cumberland, ce qui occupe la division pour le restant de l'année.
Pendant qu'elle est au service du général Rosecrans, la division participe à l'avancée sur Murfreesboro, Tennessee, du 26 au 30 décembre 1862. Elle participe aux combats lors de la bataille de Stones River, les 30 et 31 décembre 1862 et du 1er au 3 janvier 1863, comprenant la bataille de Stewart's Creek, le 1er janvier 1863.

### 1863
Le 10th reste au service du prévôt pendant pratiquement toute l'année 1863. En décembre, il est transféré pour un service semblable aux quartiers généraux du général George H. Thomas, commandant l'armée et le département du Cumberland.
La division est en service à Murfreesboro jusqu'en juin 1863. Elle participe ensuite à la campagne de Tullahoma du 23 juin au 7 juillet 1863. Elle est l'une des divisions qui participent à l'occupation du Tennessee central jusqu'au 16 août 1863.
La division se met ensuite en marche vers les montagnes du Cumberland et le fleuve Tennessee lors des préliminaires à la campagne de Chickamauga, où elle forme une partie de la ligne entre le 16 août et le 22 septembre 1863. Elle est en ligne lors de la bataille de Chickamauga, du 19 au 21 septembre 1863. Après cela, elle participe au siège de Chattanooga, du 24 septembre au 23 novembre 1863. Elle participe à la bataille de Chattanooga, du 23 au 25 novembre 1863, et puis à celle de Missionary Ridge, les 24 et 25 novembre 1863.

### 1864
Le 10th continue son service de prévôté pour le général Thomas jusqu'en mai 1864.
Pendant ce temps, il participe à la reconnaissance de Dalton, Georgia, du 22 au 27 février 1864. Il participe à la campagne d'Atlanta dirigée par le général William Tecumseh Sherman, du 1er au 27 mai 1864. Le 10th fait une attaque de « démonstration » sur Rocky Faced Ridge du 8 au 11 mai 1864. Après la bataille de Resaca, du 14 au 15 mai 1864, la division est renvoyée vers l'arrière pour être dissoute le 27 mai 1864.

## Pertes
Le régiment perd un total de 168 hommes pendant son service ; trois officiers et quatre-vingt six hommes du rang sont tués ou mortellement blessés, deux officiers et soixante dix-sept hommes du rang meurent de maladie.

## Commandants
- Colonel William Haines Lytle
- Lieutenant colonel Joseph W. Burke - commande lors des batailles de Perryville et de Stones River
- Lieutenant Colonel William M. Ward - commande lors de la bataille de Chickamauga

## Membres célèbres
- Thomas J. Kelly : Premier sergeant, Compagnie C (1861-1862) ; Capitaine, Chief Signal Officer, Compagnie I (1863-1864); Chief Organizer (1867-1869), Colonel, Sécretaire du comité (1871-), Irish Republican Brotherhood
- Stephen Joseph McGroarty (en), soldat irlando-américain
- Rev. William T. O’Higgins (1829-1874), chapelain catholique